# مد و مه
مَدّ و مِهْ نام مجموعه داستانی‌ست از ابراهیم گلستان. این مجموعه از سه داستان با عنوان‌های «از روزگار رفته حکایت»، «مد و مه» و «در بار یک فرودگاه» تشکیل شده است.

## خلاصهٔ داستان
داستان بلند از روزگار رفته حکایت از زبان پسری نوجوان روایت می‌شود که در خانواده‌ای شلوغ و در کنار پدرش خاطراتی را مرور می‌کند. این داستان با زبانی کودکانه و با لهجه شیرین شیرازی روایت می‌شود. داستان مد و مه که به گفته منتقدان بهترین داستان کوتاه ابراهیم گلستان به‌شمار می‌آید.

## دربارهٔ کتاب

### حواشی
این مجموعه بعد از انقلاب ممنوع‌چاپ اعلام شد و تنها داستان اول آن با نام «از روزگار رفته حکایت» در قالب کتابی جدا با همین عنوان از طرف نشر بازتاب نگار روانه بازار گردید.